# Норвегія на літніх Олімпійських іграх 1936
Норвегія на літніх Олімпійських іграх 1936 року в Берліні (Німеччина) була представлена 70 спортсменами (68 чоловіками і 2 жінками), які змагались у 12 видах спорту: легка атлетика, бокс, веслування на байдарках і каное, велоспорт, стрибки у воду, кінний спорт, фехтування, футбол, академічне веслування, вітрильний спорт, боротьба і стрільба. Прапороносцем на церемонії відкриття Олімпіади був легкоатлет Отто Берг.
Норвегія ввосьме взяла участь в літній Олімпіаді. Норвезькі спортсмени завоювали 6 медалей: 1 золоту, 3 срібні і 2 бронзові. Збірна Норвегії посіла 18 загальнокомандне місце.

## Медалісти
| Медаль | Спортсмен | Вид спорту       | Дисципліна                    |
| ------ | --- | ---------------- | ----------------------------- |
| Золото | Віллі Регеберг | стрільба         | малокаліберна гвинтівка, 50 м |
| Срібло | Генрі Тайлер | бокс             | понад 72,6 кг                 |
| Срібло | Карстен Конов Фредрік Меєр Вад'юв Нюквіст Альф Тветен | вітрильний спорт | 6 метрів                      |
| Срібло | Йон Дітлев-Сімонсен Тіт Дітлев-Сімонсен Магнус Конов Лауріц Шмідт Ганс Струкснес Якоб Туллін Тамс Нордаль Валлем | вітрильний спорт | 8 метрів                      |
| Бронза | Ерлінг Нільсен | бокс             | понад 79,4 кг                 |
| Бронза | Арне Брустад, Нільс Еріксен, Одд Францен, Сверре Гансен, Рольф Гольмберг, Ейвінд Гольмсен, Фредрік Горн, Магнар Ісаксен, Генрі Йогансен, Йорген Юве, Рейдар Кваммен, Альф Мартінсен, Магдалон Монсен, Фрітьйоф Уллеберг | футбол           |                               |

## Академічне веслування
| Спрортсмени      | Дисципліна | Гіт       | Гіт   | Чвертьфінал | Чвертьфінал | Півфінал          | Півфінал          | Фінал             | Фінал             |
| Спрортсмени      | Дисципліна | Результат | Місце | Результат   | Місце       | Результат         | Місце             | Результат         | Місце             |
| ---------------- | ---------- | --------- | ----- | ----------- | ----------- | ----------------- | ----------------- | ----------------- | ----------------- |
| Карл Христіансен | одиночки   | 7.42,99   | 3     | 7.32,8      | 2           | завершив змагання | завершив змагання | завершив змагання | завершив змагання |

## Бокс
| Спортсмен           | Категорія     | 1/32                    | 1/16                     | Чвертьфінал               | Півфінал                   | Фінал               | Місце      |
| ------------------- | ------------- | ----------------------- | ------------------------ | ------------------------- | -------------------------- | ------------------- | ---------- |
| Асб'єрн Берг-Гансен | до 50,8 кг    | Альфред Рассел (GBR) W  | Луїс Лорі (USA) L        | не пройшов                | не пройшов                 | не пройшов          | не пройшов |
| Рагнар Гауген       | до 61,2 кг    | не брав участі          | Поул Копс (DEN) L        | не пройшов                | не пройшов                 | не пройшов          | не пройшов |
| Рудольф Андреассен  | до 66,7 кг    | Еміліо Балладо (MEX) W  | Гергард Педерсен (DEN) L | не пройшов                | не пройшов                 | не пройшов          | не пройшов |
| Генрі Тайлер        | до 72,6 кг    | Едвард Пелц (RSA) W     | Річард Шрімптон (GBR) W  | Адольф Баумгартен (GER) W | Генрик Хмєлевський (POL) W | Жан Деспо (FRA) L   | 2          |
| Ярл Йонсен          | до 79,4 кг    | Робі Лейббрандт (RSA) L | не пройшов               | не пройшов                | не пройшов                 | не пройшов          | не пройшов |
| Ерлінг Нільсен      | понад 79,4 кг | не брав участі          | Вальтер Марті (SUI) W    | Ернест Туссент (LUX) W    | Гільєрмо Ловель (ARG) L    | Ференц Надь (HUN) W | 3          |

## Боротьба
Греко-римська боротьба
| Спортсмен    | Категорія | Раунд 1                  | Раунд 2                    | Раунд 3                   | Раунд 4               | Раунд 5    | Раунд 6    | Раунд 7    | Місце |
| ------------ | --------- | ------------------------ | -------------------------- | ------------------------- | --------------------- | ---------- | ---------- | ---------- | ----- |
| Івар Стокке  | до 56 кг  | Егон Свенссон (SWE) L    | Антоні Рокіта (POL) W      | Мартон Лерінц (HUN) L     | Вяйньо Іконен (FIN) L | не пройшов | не пройшов | Н/Д        | =10   |
| Арілд Даль   | до 66 кг  | Вольдемар Вялі (EST) L   | Збігнєв Заєвскі (POL) W    | Оге Меєр (DEN) W          | Егон Свенссон (SWE) L | не пройшов | не пройшов | не пройшов | 6     |
| Олаф Кнудсен | до 87 кг  | Франтішек Мрачек (TCH) W | Умберто Сільвестрі (ITA) L | Едвард Вестерлунд (FIN) W | Аксель Кадьє (SWE) L  | не пройшов | не пройшов | Н/Д        | 6     |

## Велоспорт
Трек
| Спортсмен       | Дисципліна  | Фінал              | Фінал |
| Спортсмен       | Дисципліна  | Результат          | Місце |
| --------------- | ----------- | ------------------ | ----- |
| Гокон Сандторп  | спринт      | програв у 2 раунді | 9     |
| Гаррі Гаралдсен | гіт з місця | 1.16,8             | 14    |

## Веслування на байдарках і каное
| Спортсмен    | Дисципліна                           | Кваліфікація | Кваліфікація | Фінал  | Фінал |
| Спортсмен    | Дисципліна                           | Час          | Місце        | Час    | Місце |
| ------------ | ------------------------------------ | ------------ | ------------ | ------ | ----- |
| Івар Іверсен | байдарка-одиночка, 1000 м (чоловіки) | 4.44,3       | 4            | 4.44,2 | 8     |

## Вітрильний спорт
| Спортсмен | Дисципліна | Заплив | Заплив | Заплив | Заплив | Заплив | Заплив | Заплив | Місце |
| Спортсмен | Дисципліна | 1      | 2      | 3      | 4      | 5      | 6      | 7      | Місце |
| --- | ---------- | ------ | ------ | ------ | ------ | ------ | ------ | ------ | ----- |
| Тор Торвальдсен                                                                                                  | Олімпік    | 16     | –      | 17     | 1      | 9      | 2      | 18     | 10    |
| Сігурд Герберн Ейвінд Хрістенсен                                                                                 | Старбот    | 8      | 3      | 6      | 7      | 9      | 7      | 4      | 6     |
| Карстен Конов Фредрік Меєр Вад'юв Нюквіст Альф Тветен                                                            | 6 метрів   | –      | 1      | 4      | 2      | 3      | 1      | 1      | 2     |
| Йон Дітлев-Сімонсен Тіт Дітлев-Сімонсен Магнус Конов Лауріц Шмідт Ганс Струкснес Якоб Туллін Тамс Нордаль Валлем | 8 метрів   | 3      | 1      | 2      | 6      | 5      | 4      | 3      | 2     |

## Кінний спорт
| Вершник                                     | Кінь       | Дисципліна               | Фінал     | Фінал             |
| Вершник                                     | Кінь       | Дисципліна               | Штрафні   | Місце             |
| ------------------------------------------- | ---------- | ------------------------ | --------- | ----------------- |
| Еуген Йогансен                              | Сорте Манд | індивідуальна виїздка    | 1388,00   | 20                |
| Б'єрн Б'єрнсет                              | Інвіктус   | індивідуальна виїздка    | 1224,50   | 28                |
| Артур Квіст                                 | Яспіс      | індивідуальна виїздка    | 25 feilp. | 24                |
| Артур Квіст                                 | Нотатус    | індивідуальний конкур    | 1438,00   | 17                |
| Гальфдан Петтере                            | Шаміль     | індивідуальний конкур    | –         | не фінішував      |
| Генрік Скугард                              | Феліція    | індивідуальний конкур    | –         | не фінішував      |
| Нільс Себе                                  | Атлет      | індивідуальне триборство | –         | дискваліфікований |
| Б'єрн Б'єрнсет Артур Квіст Еуген Йогансен   |            | командна виїздка         | 1224,50   | 7                 |
| Артур Квіст Гальфдан Петтере Генрік Скугард |            | командний конкур         | –         | не фінішували     |

## Легка атлетика
| Спортсмен          | Дисципліна                  | Гіт       | Гіт   | Чвертьфінал | Чвертьфінал | Півфінал   | Півфінал   | Фінал      | Фінал      |
| Спортсмен          | Дисципліна                  | Результат | Місце | Результат   | Місце       | Результат  | Місце      | Результат  | Місце      |
| ------------------ | --------------------------- | --------- | ----- | ----------- | ----------- | ---------- | ---------- | ---------- | ---------- |
| Едвард Натвіг      | стрибки у висоту, чоловіки  | 1.80      | 23    | не пройшов  | не пройшов  | не пройшов | не пройшов | не пройшов | не пройшов |
| Едвард Натвіг      | десятиборство, чоловіки     | Н/Д       | Н/Д   | Н/Д         | Н/Д         | Н/Д        | Н/Д        | 6759       | 10         |
| Отто Берг          | стрибки у довжину, чоловіки | Н/Д       | Н/Д   | Н/Д         | Н/Д         | Н/Д        | Н/Д        | 7.30       | 10         |
| Еуген Гаугланд     | потрійний стрибок, чоловіки | Н/Д       | Н/Д   | Н/Д         | Н/Д         | Н/Д        | Н/Д        | 14.56      | 14         |
| Рейдар Серлі       | метання диска, чоловіки     | Н/Д       | Н/Д   | Н/Д         | Н/Д         | Н/Д        | Н/Д        | 48.77      | 4          |
| Гельге Сіверсен    | метання диска, чоловіки     | Н/Д       | Н/Д   | Н/Д         | Н/Д         | Н/Д        | Н/Д        | 45.89      | 10         |
| Рольф Шенгейдер    | 400 м, чоловіки             | 49.4      | 4     | не пройшов  | не пройшов  | не пройшов | не пройшов | не пройшов | не пройшов |
| Г'ялмар Йоганнесен | 800 м, чоловіки             | Н/Д       | Н/Д   | 1.54,9      | 3           | 1.56,0     | 6          | не пройшов | не пройшов |
| Рагнар Екголдт     | 1500 м, чоловіки            | н/д       | 7     | не пройшов  | не пройшов  | не пройшов | не пройшов | не пройшов | не пройшов |
| Г'ялмар Йоганнесен | 5000 м, чоловіки            | Н/Д       | Н/Д   | Н/Д         | Н/Д         | 15.15,6    | 5          | 14.48,0    | 9          |
| Одд Расдал         | ходьба 50 км, чоловіки      | Н/Д       | Н/Д   | Н/Д         | Н/Д         | Н/Д        | Н/Д        | 4.34.53,2  | 5          |

## Стрибки у воду
| Спортсмен       | Дисципліна            | Фінал     | Фінал |
| Спортсмен       | Дисципліна            | Результат | Місце |
| --------------- | --------------------- | --------- | ----- |
| Сам Мелберг     | вишка, 10 м, чоловіки | 77,76     | 21    |
| Інгер Нордбе    | трамплін, 3 м, жінки  | 65,94     | 11    |
| Інгер Нордбе    | вишка, 10 м, жінки    | 28,62     | 12    |
| Туллік Гельсінг | вишка, 10 м, жінки    | 28,40     | 13    |

## Фехтування
| Спортсмен                                                                | Дисципліна                     | Раунд 1   | Раунд 1 | Раунд 2           | Раунд 2           | Чвертьфінал        | Чвертьфінал        | Півфінал           | Півфінал           | Фінал              | Фінал              |
| Спортсмен                                                                | Дисципліна                     | Результат | Місце   | Результат         | Місце             | Результат          | Місце              | Результат          | Місце              | Результат          | Місце              |
| ------------------------------------------------------------------------ | ------------------------------ | --------- | ------- | ----------------- | ----------------- | ------------------ | ------------------ | ------------------ | ------------------ | ------------------ | ------------------ |
| Єнс Фреліх                                                               | індивідуальна рапіра, чоловіки | 3–3       | 4       | 2–3               | 4                 | 1–4                | 5                  | завершив змагання  | завершив змагання  | завершив змагання  | завершив змагання  |
| Йоган Христіан Фалькенберг                                               | індивідуальна рапіра, чоловіки | 3–1       | 4       | 2–1               | 4                 | 0–4                | 5                  | завершив змагання  | завершив змагання  | завершив змагання  | завершив змагання  |
| Нільс Антон Єргенсен                                                     | індивідуальна рапіра, чоловіки | 0–5       | 7       | завершив змагання | завершив змагання | завершив змагання  | завершив змагання  | завершив змагання  | завершив змагання  | завершив змагання  | завершив змагання  |
| Егіль Кнутцен                                                            | індивідуальна шпага, чоловіки  |           |         | 5–3               | 4                 | 6–3                | 6                  | завершив змагання  | завершив змагання  | завершив змагання  | завершив змагання  |
| Торстейн Гуте                                                            | індивідуальна шпага, чоловіки  |           |         | 5–3               | 5                 | 2–6                | 10                 | завершив змагання  | завершив змагання  | завершив змагання  | завершив змагання  |
| Енс Фреліх Йоган Христіан Фалькенберг Нільс Антон Єргенсен Торстейн Гуте | командна рапіра, чоловіки      |           |         | 0–2               | 3                 | завершили змагання | завершили змагання | завершили змагання | завершили змагання | завершили змагання | завершили змагання |

## Стрільба
| Дисципліна     | Спортсмен                     | Фінал | Фінал |
| Дисципліна     | Спортсмен                     | Бали  | Місце |
| -------------- | ----------------------------- | ----- | ----- |
| Ганс Оснес     | швидкісний пістолет, 25 м     | 31    | 9     |
| Моріц Амундсен | пістолет, 50 м                | 525   | 11    |
| Моріц Амундсен | малокаліберна гвинтівка, 50 м | 292   | 23    |
| Віллі Регеберг | малокаліберна гвинтівка, 50 м | 300   | 1     |
| Гакон Оснес    | малокаліберна гвинтівка, 50 м | 292   | 23    |

## Футбол
Склад команди
Арне Брустад, Нільс Еріксен, Одд Францен, Сверре Гансен, Рольф Гольмберг, Ейвінд Гольмсен, Фредрік Горн, Магнар Ісаксен, Генрі Йогансен, Йорген Юве, Рейдар Кваммен, Альф Мартінсен, Магдалон Монсен, Фрітьйоф Уллеберг
| 1/16 фіналу 3 серпня 1936 | Туреччина | 0–4      | Норвегія                                                    | Берлін                                                                 |  |
| 17:30                     |           | Протокол | Альф Мартінсен 30', 70' Арне Брустад 53' Рейдар Кваммен 80' | Стадіон: Mommsenstadion Глядачі: 8,000 Суддя: Джузеппе Скарпі (Італія) |  |
|                           |           |          |                                                             |                                                                        |  |

| чвертьфінал 7 серпня 1936 | Німеччина | 0–2      | Норвегія               | Берлін                                                            |  |
| 17:30                     |           | Протокол | Магнар Ісаксен 7', 83' | Стадіон: Poststadion Глядачі: 55,000 Суддя: Артур Бартон (Англія) |  |
|                           |           |          |                        |                                                                   |  |

| півфінал 10 серпня 1936 | Італія                                 | 2–1 (д.ч.) | Норвегія         | Берлін                                                                         |  |
| 17:00                   | Альфонсо Негро 15' Аннібале Фроссі 96' | Протокол   | Арне Брустад 58' | Стадіон: Олімпійський стадіон Глядачі: 95,000 Суддя: Пал фон Герцка (Угорщина) |  |
|                         |                                        |            |                  |                                                                                |  |

| матч за третє місце 13 серпня 1936 | Норвегія                   | 3–2      | Польща                                    | Берлін                                                                          |  |
| 16:00                              | Арне Брустад 15', 21', 84' | Протокол | Герард Водаж 5' Теодор Петерек 24' (пен.) | Стадіон: Олімпійський стадіон Глядачі: 82,000 Суддя: Альфред Бірлем (Німеччина) |  |
|                                    |                            |          |                                           |                                                                                 |  |